# Археолошки музеј Ђердапа
Археолошки музеј Ђердан се налази у Кладову и представља огранак Народног музеја у Београду.
Конституисан је и отворен 1996. године са циљем презентовања културног наслеђа. Музеј је најмлађа институција у области спровођења мера интегралне заштите баштине у Ђердапској регији, надлежан је за археолошку збирку Ђердап, као и за културно и природно наслеђе десне обале Дунава, у овој регији.

## Поставке
Поставке Археолошког музеја Ђердап чине праисторијска, римска и средњовековна колекције.
Праисторијска колекција чине артефакти и примерци из дугог раздобља старе ере, па до доласка Римљана, почетком нове ере. У музеју су изложене скулптуре културе Лепенски Вир, посуде и фигуре од глине првих земљорадника са територије Старчева и Винче, њихов алат, оруђе, прибор од камена и кости или рогова. Праисторијске камене посуде, које су дошле са обале Дунава и оближњих насеља, су најстарије колекције из периода неолита.
Римска колекција обухвата период од почетка нове ере до краја првих шест векова. У Музеју су изложени предмети различите намене и од различитих материјала који су се користили у рату, као и у свакодневном животу, за чување и припрему хране, забаву, накит, украсни предмети, фармацеутски и медицински инструменти. Епиграфски, камени споменици са натписима, су значај део музејске колекције.
Средњовековна колекција започиње експонатима који потврђују трајно насељавање Словена. Изложени су утилитарни предмети од глине, накит од стаклене пасте, бронзе, сребра или злата.

## Галерија
- Биста римског војника, II-III век
- Мермерни рељеф индо-иранског бога Сунца Митхре, II-III век